# 大谷村 (愛知県)
大谷村（おおたにむら）は、かつて愛知県知多郡に存在した村。
現在の常滑市南部（大谷）に該当する。

## 歴史
大谷村の一帯は尾張藩の領地であった。
- 1878年（明治11年）12月28日 - 小鈴ヶ谷村、大谷村、広目村が合併し、三谷村となる。
- 1884年（明治17年） - 三谷村が小鈴谷村、大谷村、広目村[1]に分離する。

　1888年、鈴渓義塾が盛田久左ヱ門によって開かれる。
- 1889年（明治22年）10月1日 - 町村制により大谷村が発足。
- 1906年（明治39年）7月1日 - 小鈴谷村、坂井村、上野間村と合併し、小鈴谷村となる。同日大谷村は廃止。
- 1957年（昭和32年）3月31日 - 小鈴谷町が分割され、旧・大谷村の地域は常滑市に編入される。